# Моровая
Моровая (рум. Morovaia) — село в Оргеевском районе Молдавии. Наряду с сёлами Требужены и Бутучаны входит в состав коммуны Требужены.

## География
Село расположено на высоте 96 метров над уровнем моря.

## Население
По данным переписи населения 2004 года, в селе Моровая проживает 224 человека (103 мужчины, 121 женщина).
Этнический состав села:
| Национальность | Число жителей | Процентный состав |
| -------------- | ------------- | ----------------- |
| молдаване      | 223           | 99,55             |
| румыны         | 1             | 0,45              |
| Всего          | 224           | 100 %             |